# Björn Jonson (fysiolog)
Björn Lars Herman Jonson, född 12 april 1940, är en svensk fysiolog och professor emeritus vid Lunds universitetet.
Björn Jonson blev på 1960-talet anställd vid Håkan Westlings nystartade avdelning för klinisk fysiologi i Lund. Han fick ansvar för avdelningens lungfysiologiska del och fann snart att dåtidens utrustning hade stora brister. I samarbete med Sven Ingelstedt (1918–1979) började han fundera över hur apparater som skall stödja patienters andning egentligen borde fungera. Han fick fria händer att konstruera en andningsmaskin, och i samarbete med Sven-Gunnar Olsson, en ingenjör på Elema-Schönander AB, skapades en första modell av vad som kom att bli den framgångsrika respiratorn med flödesreglering, Servoventilatorn. I. samarbete med anestesiologen Lars Nordström introducerades Servoventilatorn internationellt. Respiratorn inte bara stödde patientens andning efter dennes behov, utan gav också mätvärden som kunde användas för att diagnosticera och följa patientens andningsproblem och bidrog därmed till utvecklingen av specialiserade intensivvårdsavdelningar.
Jonsson disputerade 1970 på en avhandling om lungans funktionssätt. Han har en betydande publicering inom området lungfunktion och fysiologi, och är medförfattare till boken Klinisk fysiologi: med nuklearmedicin och klinisk neurofysiologi som getts ut i flera upplagor.
Jonson har fortsatt att tillämpa sina kunskaper om respiratorer och lungans fysiologi. Våren 2020 deltog han i utvecklingsinsatser för att få fram respiratormodeller inriktade på patienter som vårdas för covid-19.